# سيد باترسون
سيد باترسون (بالإنجليزية: Sid Patterson) مواليد 14 أغسطس 1927 في ملبورن - الوفاة 29 نوفمبر 1999، كان دراج أسترالي في صنف سباق الدراجات على المضمار. سبق أن شارك في دورة الألعاب الأولمبية الصيفية.

## روابط خارجية
- سيد باترسون على موقع أرشيف الدراجات (الإنجليزية)
- سيد باترسون على موقع أوليمبيديا (الإنجليزية)
- سيد باترسون على موقع اللجنة الأولمبية الأسترالية (الإنجليزية)
- سيد باترسون على موقع قاعة أستراليا للمشاهير الرياضية (الإنجليزية)